# 杜布罗夫斯基
《杜布罗夫斯基》（俄语：Дубровский），又译《杜勃罗夫斯基》或《杜勃洛夫斯基》，旧译《复仇艳遇》，是普希金的一部未完成的小说。该小说写于1832年，在普希金死后的1841年出版。

## 情节概要
贵族青年弗拉基米尔·杜布罗夫斯基（Владимир Дубровский）的土地被贪婪而有权势的贵族基里拉·彼得罗维奇·特罗耶库罗夫（Кирила Петрович Троекуров）征收。杜布罗夫斯基决定无论如何也要得到正义，于是集结了一帮农奴并劫富济贫，当上了绿林好汉。为了报复特罗耶库罗夫，杜布罗夫斯基潜入了特罗耶库罗夫家中，不料却爱上了特罗耶库罗夫的女儿玛莎（Маша），因而放松了警惕，最终导致了悲剧的发生。玛莎的父亲出于个人利益，将女儿嫁给了一个老贵族。杜布罗夫斯基阻止这场婚姻失败之后，变得心灰意冷。他解散了自己的团伙，到国外隐居去了。

## 1936年版电影
1936年的苏联电影《杜布罗夫斯基》在当时的中国被叫作《复仇艳遇》。这部电影由姜椿芳翻译，而片名则是国民政府电影检查会改成的。这部电影是鲁迅看过的最后一部电影。他在看完之后在日记中留下了“以为甚佳，不可不看”的评论，并向朋友推荐了此片。看过此片不久后，鲁迅便逝世了。许广平后来回忆说，这部电影是鲁迅“最大慰藉、最深喜爱、最足纪念的临死前的快意了”。